# Ctenitis membranifolia
Ctenitis membranifolia là một loài thực vật có mạch trong họ Dryopteridaceae. Loài này được Ching & Chu H. Wang miêu tả khoa học đầu tiên năm 1981.